# Jerrie Cobb
Geraldyn “Jerrie” M. Cobb (Norman, 5 marzo 1931 – Florida, 18 marzo 2019) è stata un'aviatrice statunitense.
Faceva parte delle Mercury 13, un gruppo di donne selezionate per essere sottoposte a test di screening fisiologico contemporaneamente agli astronauti Mercury Seven originali, come parte di un programma privato non appartenente alla NASA.

## Biografia

### Primi anni di vita
Cobb è la figlia del tenente colonnello William H. Cobb e di Helena Butler Stone Cobb. Da bambina è cresciuta in Oklahoma e ha cominciato a volare in tenera età, con l'incoraggiamento del padre pilota. Cobb volò per la prima volta in aereo all'età di dodici anni, con il padre in una cabina di pilotaggio aperta in un biplano del 1936 della Waco Aircraft Company. A 16 anni faceva barnstorming intorno alle Grandi Pianure in un Piper J-3 lanciando sulle cittadine volantini che annunciavano l'arrivo dei circhi. Dormendo sotto l'ala dell'aereo, metteva da parte soldi per il carburante dell'aereo dando passaggi. All'età di 17 anni, mentre era una studentessa della Oklahoma City Classen High School, Cobb si è guadagnata la licenza di pilota privato. Ha ricevuto la sua licenza di pilota commerciale un anno più tardi. Nel 1948, Cobb frequentò l'Oklahoma College for Women per un anno.

### Carriera da record
All'età di 19 anni, Cobb insegnava agli uomini a volare. A 21 anni, consegnava caccia militari e bombardieri quadrimotori alle aeronautiche militari straniere in tutto il mondo.
A causa della discriminazione sessuale e del ritorno di molti piloti maschi qualificati dopo la seconda guerra mondiale, ha dovuto svolgere lavori meno ricercati, come il pattugliamento di oleodotti e la pulitura delle colture. Tuttavia, ha persistito. Ha continuato a guadagnare le sue qualifiche di Multi-motore, Strumentale, Istruttore di Volo, Istruttore di Terra e la sua licenza di Trasporto Aereo.
Cobb ha quindi stabilito un nuovo record mondiale di velocità, distanza e altitudine assoluta a partire dai vent'anni. Quando è stata la prima donna a volare nel Salone internazionale dell'aeronautica e dello spazio di Parigi-Le Bourget, la più grande esposizione aerea del mondo, i suoi compagni di volo la nominarono Pilota dell'Anno e le assegnarono il premio Amelia Earhart Medaglia d'oro di successo. Life la nominò una delle nove donne tra i "100 giovani più importanti degli Stati Uniti".
Per risparmiare i soldi necessari per comprare un'eccedenza di Fairchild PT-23 della seconda guerra mondiale, e la possibilità di essere autonoma, Cobb ha giocato a softball femminile in una squadra semi-professionale, la Oklahoma City Queens.
Nel 1959 è stata pilota e manager della Aero Design and Engineering Company, che ha anche prodotto l'aereo Aero Commander che ha utilizzato nelle sue gesta da record, ed è stata una delle poche donne dirigenti nel settore dell'aviazione. Nel 1960, aveva 7.000 ore di volo e deteneva 3 record mondiali di aviazione: il record mondiale del 1959 per il volo di lunga distanza senza scalo, il record mondiale di velocità del 1959 per gli aerei leggeri e un record mondiale di altitudine del 1960 per gli aerei leggeri di 37.010 piedi. Nel maggio 1961, l'amministratore della NASA James E. Webb nominò Cobb consulente per il programma spaziale della NASA.

### Test medici
Anche se ha completato con successo tutte e tre le fasi di valutazione fisica e psicologica che sono stati utilizzate nella scelta dei primi sette astronauti Mercury, non si trattava di un programma ufficiale della NASA e non è stata in grado di ottenere il sostegno del Congresso per l'aggiunta delle donne al programma degli astronauti basato esclusivamente sul loro sesso. All'epoca, Cobb aveva volato con 64 tipi di aerei ad elica, ma aveva effettuato un solo volo, sul sedile posteriore, su un aereo da caccia. Aveva anche stabilito record mondiali di velocità, distanza e altitudine assoluta.
( Jerrie Cobb and the Mercury Project, in NASA.)
Nel 1962, Cobb fu chiamata a testimoniare davanti ad una audizione del congresso degli Stati Uniti d'America, la Sottocommissione Speciale per la Selezione degli Astronauti, sulle donne astronaute. L'astronauta John Glenn all'udienza dichiarò: "Gli uomini vanno a combattere le guerre e a pilotare gli aerei" e "il fatto che le donne non siano in questo campo è un dato di fatto del nostro ordine sociale". Solo pochi mesi dopo, l'Unione Sovietica invierà la prima donna nello spazio, Valentina Tereškova. Poco dopo, Tereškova, durante un'intervista, criticò gli USA per negare la possibilità, anche alle donne, di viaggiare nello spazio e trovò incomprensibile come la Cobb potesse combinare la preghiera con il pilotaggio di aerei supersonici.
Cobb ha discusso, insieme ad altri partecipanti di Mercury 13 tra cui Jane Briggs Hart, per essere autorizzata ad allenarsi a fianco degli uomini. Tuttavia, all'epoca la NASA esigeva che un pilota fosse un collaudatore militare, con esperienza di volo militare ad alta velocità e una formazione ingegneristica che gli permettesse di assumere i controlli in caso di necessità. Non è stata fatta eccezione per Cobb. Liz Carpenter, assistente esecutivo del vicepresidente Lyndon B. Johnson, ha scritto una lettera all'amministratore della NASA James E. Webb mettendo in dubbio questi requisiti, ma Johnson non ha inviato la lettera, scrivendola invece su di essa: "Fermiamoci qui!".

### Gli ultimi anni
Cobb iniziò poi oltre 30 anni di attività missionaria in America meridionale, effettuando voli umanitari, ad esempio, trasportando rifornimenti alle tribù indigene e rilevando nuove rotte aeree verso aree remote. Cobb è stata premiata dal governo brasiliano, colombiano, ecuadoriano, francese e peruviano. Nel 1981 è stata nominata per il Premio Nobel per la Pace per il suo lavoro umanitario.
Nel 1999, la National Organization of Women ha condotto una campagna senza successo per mandarla nello spazio per indagare gli effetti dell'invecchiamento, come è successo per John Glenn.
Ha ricevuto numerosi riconoscimenti nel settore dell'aviazione, tra cui il Trofeo Harmon e il Premio Ali d'Oro della Fédération Aéronautique Internationale.
Il 18 marzo 2019, tredici giorni dopo il suo ottantottesimo compleanno, Cobb muore nella sua casa in Florida.

## Riconoscimenti
- Medaglia d'oro di successo Amelia Earhart
- Nominata Donna dell'anno nel settore dell'aviazione
- Nominata Pilota dell'Anno dalla National Pilots Association
- Quarto americano ad essere premiato con le Ali d'Oro della Fédération aéronautique internationale a Parigi
- Nominata Capitano di Successo dalla International Academy of Achievement
- Ha prestato servizio per cinque anni come consulente presso la Federal Aviation Administration
- Premiata dal governo dell'Ecuador per aver aperto nuove rotte aeree sulle Ande e sulla giungla delle Ande
- Premiata con il Trofeo Harmon International del 1973 per il "The Worlds Best Woman Pilot" dal Presidente Richard Nixon in occasione di una cerimonia alla Casa Bianca.[15]
- Inserita nella Hall of Fame dell'Oklahoma come "l'Aviatrice più eccezionale degli Stati Uniti"
- Ha ricevuto il premio Pioneer Woman Award per il suo "coraggioso spirito di frontiera" volando in tutta la giungla amazzonica e servendo tribù indiane primitive.
- Bishop Wright Air Industry Award ne 1979 per i suoi "contributi umanitari all'aviazione moderna"
- Inserita nella "Women in Aviation International Pioneer Hall of Fame" nel 2000[16]
- Ha ricevuto una laurea honoris causa in Scienze presso l'University of Wisconsin Oshkosh nel 2007[17]